# Melicertoides centripetalis
Melicertoides centripetalis är en nässeldjursart som beskrevs av Paul Torben Lassenius Kramp 1959. Melicertoides centripetalis ingår i släktet Melicertoides och familjen Melicertidae. Inga underarter finns listade i Catalogue of Life.